# Бакпулвер
Бакпулвер (от немски: Backpulver – „прах за печене“) е набухвател (без мая) за тесто при печене на сладкиши като кекс, мъфини или бисквити. Представлява бял прах и увеличава обема на тестото, като отделя въглероден диоксид вследствие на реакция между основна сол и киселинна сол. За разлика от маята, при която става въпрос за ферментация на живи микроорганизми, бакпулверът действа само чрез химични реакции.
Обикновено съдържанието на бакпулвер включва сода за хляб и лимонена киселина в съотношение 2:1 и добавка – някакъв вид нишесте (царевично), понякога ванилия.
При приготвяне на тестото бакпулверът трябва да се смеси със сухото брашно, предназначено за печенето.
Набухватели за тесто (без мая) са използвани отдавна, но първият търговски успешен патент е получил през 1903 г. немският аптекар Август Йоткер, основател на световноизвестната компания Dr. Oetker.